# Alexandre Gendebien
Alexandre Joseph Célestin Gendebien (Mons, 4 maggio 1789 – Bruxelles, 6 dicembre 1869) è stato un politico e avvocato belga di tendenza liberale. 
Gendebien è il primo Ministro della giustizia dalla fondazione del Regno del Belgio ed è descritto per alcuni nella storia belga come "Padre della Patria". Ha svolto un ruolo importante durante la rivoluzione belga, insieme al suo collega Sylvain Van de Weyer. Era un sostenitore dell'unione belga con la Francia e avversario di Guglielmo I dei Paesi Bassi.

## Biografia

### Origini
Nato a Mons il 4 maggio 1789. Figlio dell'avvocato Jean-François Gendebien, apparteneva alla classe superiore della borghesia.

### Formazione e lavoro
Ha svolto gli studi secondari al collegio di Tournai, ha studiato giurisprudenza presso l'Università statale di Lovanio ed è diventato avvocato nel 1811. Ha sposato l'unica figlia di Antoine Barthélemy, uno dei membri più illustri del foro di Bruxelles (da cui ha avuto tra gli altri i figli Jules e Victor). Si è iscritto al bar di Bruxelles.
Gendebien ha lavorato come avvocato e nel 1829 ha difeso lo scrittore Louis De Potter, nel suo articolo di opposizione Courrier des Pays-Bas. Ha stretto contatti con i leader del Partito del movimento francese e ha cercato in tutti i modi di realizzare la separazione del Belgio dal Regno Unito dei Paesi Bassi.

### Rivoluzione del 1830

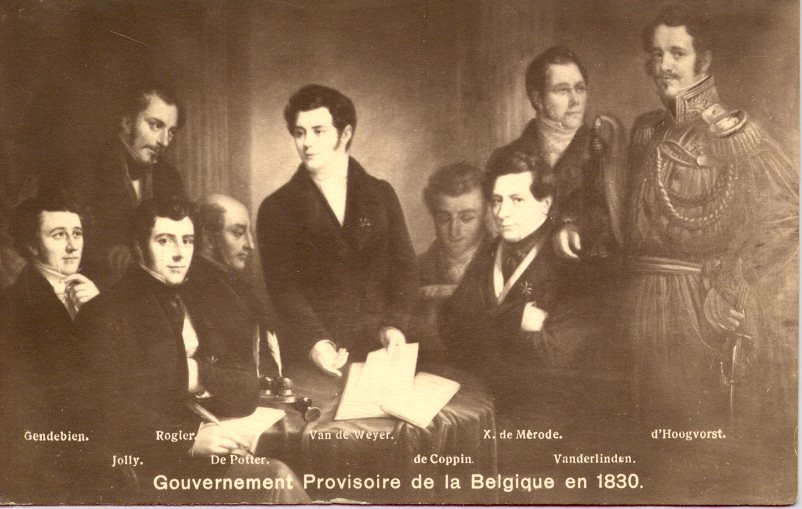
Alexandre Gendebien (più a sinistra) come membro del Governo provvisorio del Belgio, 1830

Durante la rivoluzione del 1830, fu membro del governo provvisorio e repubblicano insieme a Louis De Potter. Gendebien divenne membro del Congresso nazionale e subentrò sotto la reggenza di Surlet de Chokiers, al Ministero della Giustizia. Dopo l'elezione del principe Leopoldo di Sassonia-Coburgo a re belga, tenne una posizione decisamente oppositiva contro il sistema governativo che era seguito da allora. Successivamente divenne presidente della Corte Suprema.
Gendebien era il rappresentante più importante del cosiddetto Rattachismo, che cercava di collegare il Belgio (o almeno la Vallonia) alla Francia. Il suo partito, tuttavia, si sciolse sempre di più. Il 23 agosto 1833, quando egli stesso subì una sconfitta completa in un atto di accusa contro il ministro Lebeau, ma soprattutto poiché non riuscì a impedire la ratifica di un trattato di pace con i Paesi Bassi e la cessione del Lussemburgo alla Camera dei rappresentanti nel 1839, si ritirò sempre più dalla politica attiva, si dimise dalla sua posizione di consigliere comunale e consigliere principale, limitando le sue attività alla pratica di avvocato.
Massone, fu membro della loggia di Bruxelles "Les Amis Philanthropes", del Grande Oriente del Belgio.